# The No-Mads
The No-Mads – polska grupa muzyczna wykonująca thrash metal. Powstała w 1999 roku w Katowicach.

## Dyskografia
- Garage Demotape - May \'99 (1999, demo)
- Garage Demotape - December \'99 (1999, demo)
- Refresh the Thrash (2000, demo)
- Promo Maxi Single (2002, demo)
- No Hush Till Thrash (2003)
- Deranged (2005, singel)
- Deranged (2006)
- The Age of Demise (2007, singel)
- The Age of Demise (2009)
- Lost Control (2013)